# 알레한드로 갈베스
알레한드로 "알렉스" 갈베스 히메나(스페인어: Alejandro "Álex" Gálvez Jimena, 1989년 7월 6일 ~ )는 스페인의 축구 선수이다. 현재 소속팀은 UD 이비자이며, 주로 오른쪽 중앙 수비수와 수비형 미드필더 포지션에서 활약한다.

## 경력

### 초기 경력
안달루시아의 그라나다에서 태어난 갈베스는 알바세테 발롬피에와 비야레알 CF에서 청소년 축구를 했다. 그는 후자에 의해 세니어 데뷔를 한 CD 온다로 테르세라 디비시온에서 대출되었다.
이후 두 시즌 동안, 갈베스는 CF 빌라노벤세와 스포르팅 히혼의 스포르팅 히혼 B(예비 팀)과 함께 Segunda División B에서 경기를 했다. 두 차례 내려갔지만, 2010-11 시즌에는 복귀하였다.

### 스포르팅 히혼
2011년 12월 13일, 갈베스는 스포르팅의 주요 팀으로 데뷔하였다. 이는 코파 델 레이 경기에서 RCD 마요르카와의 경기(원정 승, 2-1 총점 패배)였다. 다음 해 1월 15일에도 라 리가 데뷔를 하였으며, 선방을 하였고, 센터백으로 출전하여 말라가 CF를 상대로 홈 경기에서 2-1로 이긴 경기에서 팀의 첫 번째 골을 넣었다.

### 라요 발레카노
2012년 7월 18일, 갈베스는 두 해짜리 계약으로 라요 발레카노와 조건에 합의했다. 그는 2013년 10월 20일에 UD 알메리아와의 경기에서 30미터 프리킥으로 경기의 유일한 골을 넣으며 새 팀에서 첫 번째 공식적인 골을 기록했다.
2013년 5월 말, 마드리드 교외 클럽은 갈베스의 출전 권리에 대한 도르트문트의 200만 유로의 제안을 거부했다.

### 베르더 브레멘
2014년 5월 13일, 라요가 최상급 리그 자리를 유지하는 데 연이어 도움을 준 후, 프리 에이전트로 계약 한 갈베스는 독일의 SV 베르더 브레멘과 3년 계약을 맺었다. 그의 첫 시즌의 대부분에서 그는 로빈 둣 감독에 의해 수비형 미드필더로 배치되었지만, 후임자인 비크토르 스크립니크 아래에서는 수비의 중심에서 계속해서 활약했으며, 그 후 2015년 1월부터 5월까지 부상으로 인해 5경기만 출전할 수 있었다. 여름 휴가 기간 동안 계속되는 부상 문제는 갈베스의 프리시즌 훈련에 악영향을 미쳤으며, 그는 주로 2015-16 시즌 초반에 아산니 루키미야의 대체로 사용되었다.

### 에이바르
2016년 8월 3일, 갈베스는 스페인 최상급 리그에서 SD 에이바르와 3년 계약을 맺었다. 초반에는 대체 선수로 주로 출전했으나, 2017년 12월 29일 동료 리그 클럽인 UD 라스 팔마스로 임대되었다. 2018년 8월 30일, 갈베스는 계약을 해지했다.

### 라요로 복귀
2018년 8월 31일, 프리 에이전트가 된 지 하루 만에 갈베스는 전 소속팀인 라요 발레카노로 돌아와 한 해 계약을 맺었다. 그는 리그 출전 경기에서 모두 선발로 나섰으며, 마지막 순위 강등으로 이어진 2-1 원정 패배에서 골을 넣었다.

### 이비자
2021년 7월 22일, 카타르 SC에서 두 해간 뛰었던 후, 갈베스는 2년 계약으로 2부 리그 신인팀인 UD 이비자와 계약을 맺었다. 그는 첫 번째 시즌의 첫 몇 달을 무릎 연골 부상으로 놓쳤으며, 그리고 복귀 직후에 두 번의 퇴장을 당했다.